# Beatrice Bresková
Beatrice Bresková-Mařáková (20. listopadu 1883 Praha-Malá Strana – 17. června 1960 Praha) byla česká básnířka a překladatelka z francouzštiny a němčiny.

## Životopis
Beatrice měla jen matku: Alžbětu Annu Františku Dřevikovskou vychovatelku, narozenou 20. srpna 1858 v Prostějově. Beatrici 1. února 1908 adoptovali její kmotři, manželé Gustav Mařák a Terezie Mařáková-Dřevikovská. Manželem Beatrice byl Alfons Breska, český básník a překladatel za něhož se 30. května 1911 provdala.
Beatrice otiskovala časopisecky básně a překládala z francouzštiny a němčiny. V roce 1921, na výročí dne narození Julia Zeyera 26. dubna 1841, vybral Fond Julia Zeyera při České akademii věd a umění v soutěži dvě nejlepší sbírky k vydání, a to básně A. M. Píši Dnem i nocí a básně Beatrice Breskové Opojené srdce.

## Dílo

### Básně
- Dolce: báseň – in: Lumír, 1902[4]
- Vlčí máky: báseň – in: Zvon: týdeník beletristický a literární. Praha: Česká grafická unie, 1921[5]
- Opojené srdce: verše – Praha: Fond Julia Zeyera, 1921
- In memoriam Romana Tumy – Praha: Pražská akciová tiskárna, 1933

Dolce ukázka
Diskrétní večer krajem táh’, subtilní štěstí s sebou nes’, jemně a tiše, jako v snách, v azury tůní měsíc kles’. —

Tvé kroky zněly v dáli kdes.

Kosatce žluté v bledý stín dýchaly vůní něhu svou, od modrých tůní hudba třtin plakala nocí hvězdnatou. —

Tvé kroky spěly vonnou tmou.

### Překlady
- Jak já to vidím – Peter Altenberg. Praha: Jan Otto, 1910
- Ti poslední – Rainer Rilke; úvod: F. Sekanina; in: 1000 nejkrásnějších novel... č. 9. Praha: Josef Richard Vilímek, 1911
- Pohádka 672. noci – Hugo von Hofmannsthal; úvod: F. Sekanina; in: 1000 nejkrásnějších novel... č. 12. Praha: J. R. Vilímek, 1911
- Harmonie – Eduard von Keyserling; úvod: F. Sekanina; in: 1000... nejkrásnějších novel č. 49. Praha: J. R. Vilímek, 1912
- Bloud – Johannes Schlaf; úvod: F. Sekanina; in: 1000 nejkrásnějších novel... č. 98. Praha: J. R. Vilímek, 1912
- Dumala: román: rozmanitá srdce – E. v. Keyserling. Praha: J. R. Vilímek, 1920
- Anýzové jablíčko, čili příběh chromé dívky – Francis Jammes, Praha: Máj, 1920
- Srdéčko: román – Jean Violis: Praha: Máj, 1920
- Hledání absolutna – Honoré de Balzac. Praha: Máj, 1921
- Genitrix – François Mauriac. Praha: Oldřich Petr, 1927?